# Балабанов, Василий Михайлович
Василий Михайлович Балабанов (17.03.1885 - 02.06.1958) — царский и советский военный деятель, генерал-майор т/в (Постановление СНК СССР № 274 от 11.03.1944).

## Начальная биография
Родился 5 (17) марта 1885 года в городе Короча Корочанского уезда Курской губернии (ныне административный центр Корочанского района Белгородской области) в семье Михаила Сафроновича Балабанова (1857–1929), российского садовода-генетика, имя которого в то время было известно всем просвещенным садоводам России. Русский.
Учился в Корочанской, Александровской и Курской мужских гимназиях. В 1912 году окончил историко-филологический факультет Московского университета.
Кандидат военных наук (1940), доцент.
Образование. Окончил КУВНС при Военной академии имени М. В. Фрунзе (1928).

## Военная служба

### Служба в Русской Императорской армии
С 1913 года на военной службе Русской Императорской армии. В 1914 году выдержал экзамен на чин прапорщика полевой артиллерии. Воевал в составе 21-го мортирного артиллерийского дивизиона. Командир взвода, старший по батарее. Поручик. После октябрьской революции 1917 года был переизбран и назначен помощником командира дивизиона, затем адъютантом дивизиона.

### Служба в Красной Армии
В РККА добровольно с 22 августа 1918 года. С 22 августа 1918 года - командир 2-й батареи 9-го мортирного артиллерийского дивизиона 9-й стрелковой дивизии (Курск). С 13 февраля 1919 г. - командир 9-го мортирного артиллерийского дивизиона 9-й стрелковой дивизии (Курск). С 1 октября 1919 г. — командир 55-го сводного тяжело-артиллерийского дивизиона (Южный фронт).
С 8 декабря 1919 года на излечении в Курском военном госпитале.
С 8 февраля 1920 года — командир отдельного дивизиона 47-й стрелковой дивизии 12-й армии (Польский фронт). 
С 6 августа 1920 года — командир 3-го, 2-го и гаубичного артиллерийских дивизионов 44-й стрелковой дивизии. 
С 1 апреля 1921 года — командир тяжелого и гаубичного артиллерийских дивизионов 44-й стрелковой дивизии (Житомир).
С 20 декабря 1923 года — помощник начальника артиллерии 44-й стрелковой дивизии. С 30 апреля 1924 года — и.д. начальника артиллерии 44-й стрелковой дивизии. С 10 октября 1924 года командир 44-го артиллерийского полка 44-й стрелковой дивизии.
С 23 января 1928 года слушатель Курсов усовершенствования высшего н/с при Военной академии РККА им. М.В. Фрунзе.
Со 2 апреля 1928 года — командир 44-го артиллерийского полка и начальник артиллерии 44-й стрелковой дивизии. 
С 20 июля 1928 года — начальник артиллерии 8-го стрелкового корпуса (Украинский ВО).
С 1 марта 1931 года  — военный руководитель Нижегородского механико-машиностроительного института.  В 1932 году была создана Военная академия механизации и моторизации РККА.  С 11 июля 1932 года — руководитель тактики, затем преподаватель кафедры тактики автобронетанковых войск Военной академии механизации и моторизации РККА им. Сталина. 
М.Н.Тухачевский подписал приказ о назначении Балабанова руководителем кафедры ПВО академии, в которой он преподавал до своей отставки (1947).
С 1940 года — кандидат военных наук, начальник кафедры противотанковой обороны. В 1941 года опубликовал книгу «Противотанковая оборона в основных видах боя».

### Великая Отечественная война
Во время Великой Отечественной войны продолжал преподавать в Военной академии бронетанковых и механизированных войск им. И. В. Сталина. С 1941—1943 годы вместе с академией находился в эвакуации в Ташкенте.

### Послевоенная карьера
С 24 октября 1945 года — и.д. начальника кафедры тактики артиллерии Военной академии БТВ.
Приказом МВС № 0485 от 30.04.1947 года уволен в отставку по ст. № 43б с правом ношения военной формы с особыми отличительными знаками на погонах.
Умер 2 июня 1958 года. Похоронен в Москве на Преображенском кладбище.

### Воинские звания
Полковник (Приказ НКО № 2509 от 1935)
Генерал-майор т/в (Постановление СНК СССР № 274 от 11.03.1944).

## Награды

### В период службы в Русской Армии
Орден Св. Станислава III ст. с мечами и бантом (1914), Орден Св. Анны IV ст. с надписью "За храбрость" (1914), Орден Св. Анны III ст. с мечами и бантом (1915), Орден Св. Станислава II ст. с мечами и Орден Св. Анны II ст. с мечами (1916).

### В период службы в Красной Армии
- Орден Ленина (21.02.1945)[5]
- Орден Красного Знамени (03.11.1944)[6]

- Медаль «XX лет РККА» (1938)

- Медали: «За оборону Москвы» (01.05.1944)[7], «За победу над Германией в ВОВ 1941—1945 гг.» (09.05.1945)[8], «В память 800-летия Москвы» (1947), «30 лет Советской Армии и Флота» (1948),

## Семья
Жена (1-й брак; развелись в 1920-е годы) — Галина Андреевна Мороховец, сестра Е.А.Мороховца
Дети: 
- Нина (1909—1985)
- Галина (1912—1977)
- Мстислав (1914—2006), участник Великой Отечественной войны[9].

2-й брак — Нина Иосифовна Кроткая
Сын — Леонид (1923—1942)

## Память
- На могиле установлен надгробный памятник
- Его имя увековечено в Главном Храме Вооружённых сил России, и навсегда запечатлено на мемориале «Дорога памяти» [10].